# Myriotrochus eurycyclus
Myriotrochus eurycyclus is een zeekomkommer uit de familie Myriotrochidae.
De wetenschappelijke naam van de soort werd in 1935 gepubliceerd door Svend Geisler Heding.